# 挪威共和主义
挪威共和主义是挪威的一项主张用共和制取代君主立宪制的政治运动。挪威自古以来一直由君主统治，从未成为过共和国。自1905年瑞典-挪威联盟解体以来，出现多次共和主义思潮和运动。目前，“挪威作为共和国”组织是唯一一个致力于废除君主制、推动挪威成为共和国的非党派组织。